# Acripia kilimandjaronis
Acripia kilimandjaronis är en fjärilsart som beskrevs av Embrik Strand 1915. Acripia kilimandjaronis ingår i släktet Acripia och familjen trågspinnare. Inga underarter finns listade i Catalogue of Life.